# Andreï Gretchko
Pour les articles homonymes, voir Gretchko.
Andreï Antonovitch Gretchko (en russe : Андре́й Анто́нович Гречко́), né le 17 octobre 1903 à Golodaïevka (aujourd'hui Kouïbytchevo, dans l'oblast de Rostov) et mort le  26 avril 1976 à Moscou, est un militaire et homme politique soviétique. Il fut maréchal de l'Union soviétique.

## Biographie
Il est né le  17 octobre 1903 dans un village proche de Rostov-sur-le-Don. Il rejoint l'armée rouge en 1919 au sein de la cavalerie et participe à la guerre civile russe. Il étudie dans une école d'officier de cavalerie à Taganrog et devient officier en 1926. Il rejoint le Parti communiste de l'Union soviétique en 1928. En 1936 il est étudie à l'académie militaire Frounze. 
Il a participé à la Seconde Guerre mondiale en Ukraine, devant Moscou et dans le Caucase. En 1941 il commande la 34e division de cavalerie basé à Kiev. Comme Major-général d'octobre 1942 à janvier 1943 il commande la 18e armée. En janvier 1943 des unités de l'armée participent à la bataille du Caucase, à la libération de Krasnodar.
Il est, selon Alexandre Adler, un des artisans du complot qui mena à la chute de Nikita Khrouchtchev.
De 1967 à 1976, il fut ministre de la défense de l'URSS. En 1976, peu avant sa mort, il était l'initiateur du déploiement d'euromissiles (engins balistiques de moyenne portée) RSD-10 Pionnier, ce qui a mené au début des années 1980 à la Crise des euromissiles.
Il écrivit un livre en russe intitulé La bataille du Caucase en 1969. En 1976 son ouvrage Les forces armées de l'État soviétique est traduit en français.
Il est aussi avec Alexeï Sergueïevitch Jeltov (ru), Ivan Konev, Matveï Zakharov coauteur du livre La Grande campagne libératrice de l'armée soviétique édité par les Éditions du Progrès en 1975.
 Son épouse est décédée en 1990.

## Distinctions
Principaux titres et décorations :
- Deux fois Héros de l'Union soviétique  (1958, 1973)
- Six fois l'ordre de Lénine
- Trois fois l'ordre du Drapeau rouge
- Deux fois l'ordre de Souvorov de 1re classe
- Ordre de Souvorov de 2e classe
- Deux fois l'ordre de Koutouzov de 1re classe
- Ordre de Bogdan Khmelnitski de 1re classe
- médaille pour la défense du Caucase
- Médaille pour la Défense de Moscou
- médaille pour la victoire sur l'Allemagne
- Ordre de Sukhe Bator
- Ordre de Klement Gottwald
- Ordre militaire de Virtuti Militari
- Ordre de la Croix de Grunwald
- Ordre du Lion blanc
- Croix de guerre 1939-1945

ainsi que diverses médailles.

## Œuvres
- La bataille du Caucase, 1969.
- Les forces armées de l'État soviétique, 1976.